# Let It Die (Computerspiel)
Let It Die ist ein Free-to-play-Videospiel von Grasshopper Manufacture, das am 3. Dezember 2016 für Sonys PlayStation 4 erstveröffentlicht wurde. Offiziell vorgestellt wurde das Spiel bei der PlayStation Experience 2015. Das Spiel ist ausschließlich als Download im PlayStation Store erhältlich. Im September 2018 erschien das Spiel für Microsoft Windows.

## Handlung
Im Jahr 2026 kommt es durch Verschiebungen der Erdkruste zu weltweiten Zerstörungen. Der Südwestteil Tokios wird vom Rest der Stadt getrennt und bildet fortan eine in dichten Nebel gehüllte Insel. Weitere Erdbeben führen dazu, dass sich in der Mitte dieser neuen Insel eine turmartige Struktur erhebt, die von den Inselbewohnern als Wohnraum genutzt wird. Aufgabe des Spielers ist es, an die Spitze des Turmes zu gelangen.

## (Nicht spielbare) Charaktere
Onkel Tod
Alter unbekannt. Hobbys sind Skateboarden, Videospiele und Golf. Nennt Spieler "Senpai" im Zeichen des Respekts, von Gamer zu Gamer. Vor allem am Anfang des Spiels gibt er einem Tipps und erklärt grob das Spiel. Hin und wieder meldet er sich in Form von Textnachrichten, kommentiert die rattenscharfe Attacke (finishing Move) oder erscheint vor einem Gebietsboss.

Meijin
21 Jahre alt. Ein Profi-Gamer und das offizielle Gesicht des Death Drive (Das ist das Spiel, das der Spieler spielt). Er ist begabt in vielen Spielen und hat dieses hier schon 6 Mal durchgespielt. Er spielt, weil es ihm Spaß macht, und hilft dem Spieler mit kleinen Weisheiten, während sie das Spiel spielen. Zum Beispiel wenn man eine neue Waffe findet oder bestimmten Gegner und Bosse begegnet.

Naomi Detox
17 Jahre alt. Eine typische High-School-Schülerin, die am Tresen der Hate Arcade (die Spielhalle, in der der Spieler gerade ist) arbeitet und dauernd auf ihr Handy schaut. Wenn man den Death-Drive-kompatiblen Laptop "D-Mate" auf dem Tresen öffnet, kann man eine In-Game-Quest annehmen.

Kiwako Seto
Sie ist Angestellte beim Höllen-Direkt-Service und ist kurz vor Spielbeginn in einem FMV zu sehen. Jedes Mal wenn der Spieler stirbt erscheint sie und fragt den Spieler, ob man den Höllen-Direkt-Service nutzen möchte. Es ist nutzbar wenn man Todesmetall (Death Metal) besitzt.

Kommodore Suzuki
Der Geschäftsführer des Chokufunsha-Shops hat seinen Laden im Warteraum des Spielers. Hier kann man ihm die im Turm gefundenen Baupläne und Materialien geben und er entwickelt daraus Ausrüstung, die man dann kaufen kann. Nicht benötigte Ausrüstungen und Materialien können auch bei ihm verkauft werden.

Momoko Yamada
27 Jahre alt. Auch bekannt als Pilz-Profi. Sie hat ihr Geschäft "Pilz-Club" auch im Warteraum. Bei ihr können Abziehbilder gekauft werden, die auf dem aufgeklebten Kämpfer verschiedene Eigenschaften verleihen, zum Beispiel mehr Lebenspunkte. Außerdem tauscht sie Fähigkeitenpilze gegen Abziehbilder. Verkaufen kann man die Bilder ebenfalls bei ihr.

Kommando Kawasaki
51 Jahre alt. Ein ehemaliger Schwarzmarkt-Händler und der Zwillingsbruder von Kommodore Suzuki. Wurde von anderen Eltern aufgezogen, deshalb der andere Nachname. Sein Warenladen Gyakunfunsha ist ein wandernder Shop und ist auf verschiedenen Etagen anzutreffen. Er bietet sehr seltene Waren an. Allerdings ist es nicht möglich, Sachen bei ihm zu verkaufen.

Miss Rin Torai
Sie ist die junge Frau, die im Königs-Lift ist und den Spieler in die gewünschte Etage bringt. Nach eigener Aussage ist sie die einzige, die die Erdraserei überlebt hat. Der Königs-Lift ist nur von HD-Express-Mitgliedern nutzbar. Entweder durch Anwendung des 1-Tages-Express-Pass (bekommt man ab und zu als Einlog-Bonus oder durch die Kiste von Onkel Tod), oder des 30-Tage-Express-Pass (käuflich zu erwerben im Playstation Store).

Tetsuo
Er sieht aus wie eine Schaufensterpuppe. Angeblich soll er am Leben sein. Er zeigt sich, wenn man sich dem Schalter der Tokio Death Metro nähert. Er betreibt die Metro Front. Bei ihm kann man verschiedene Handlungen durchführen wie: Verteidigung aufstellen, Warteraum aufwerten und umdekorieren (beim letzteren ist Todesmetall nötig), Warteräume anderer Spieler angreifen, Abwehrsimulation starten, Infos über Teams sowie Angriffe bzw. Verteidigungen nachlesen und das Team wechseln. Sein Zwillingsbruder und seine Zwillingsschwester sind ebenfalls Schaufensterpuppen und stehen beim Superscope 703 (zum Annehmen und Abgeben von Quests).

## Rezeption
Basierend auf den Rezensionen von Metacritic wurde Let It Die durchschnittlich bewertet. Laut IGN habe das Spiel zahlreiche Schwächen, schaffe es aber durch seine schräge Art und das abwechslungsreiche, wenn auch holprige Kampfsystem zu unterhalten. Während der Tester von Game Informer das Spiel etwas positiver bewertet und als „bizarr, brutalen Spass“ bezeichnete, kam Destructoid nur zur Endnote „in Ordnung“ (“Alright”). Angesichts der Plattform, auf der es veröffentlicht wurde, könne es sich in Zukunft leicht zu einem besseren Spiel zu entwickeln.

„Schrille Keilerei mit Zufalls-Levels und ”Dark Souls”-Attitüde, die an hakeliger Steuerung krankt, aber zünftig rockt.“